# Multicam LSM

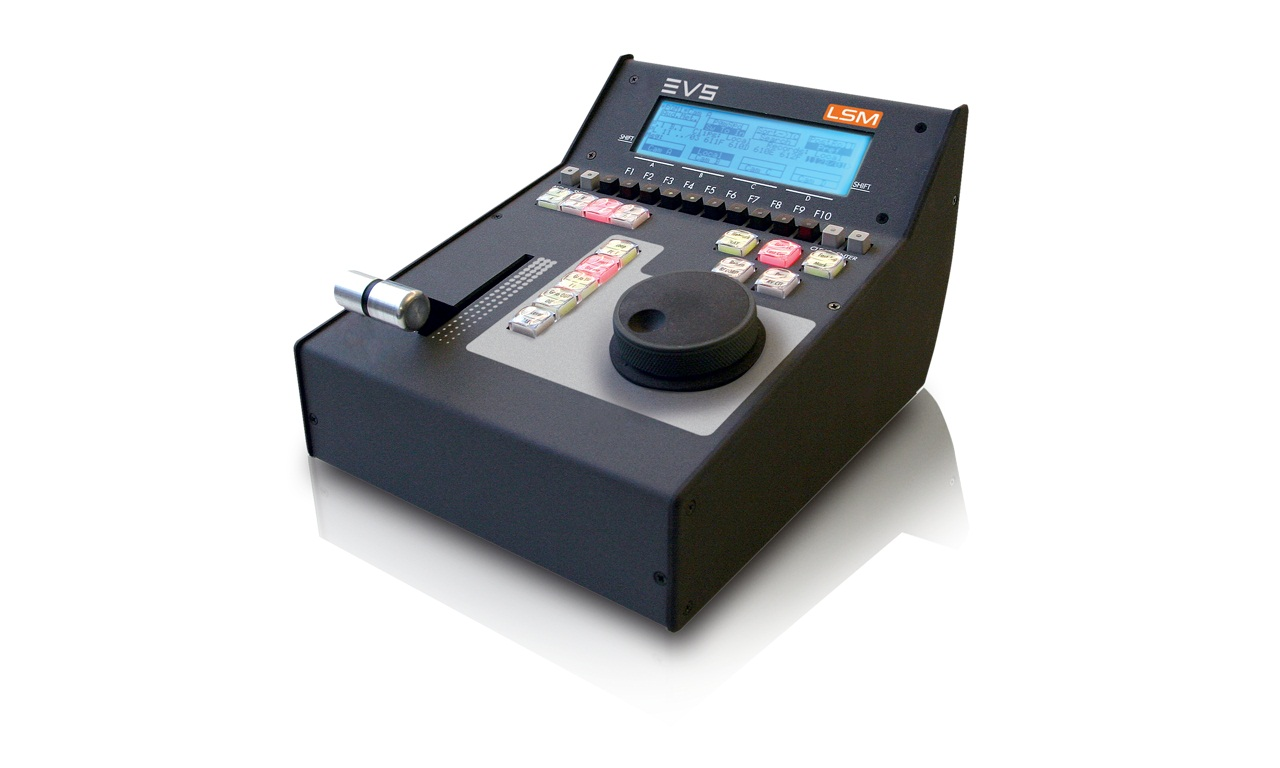
Controleur Multicam LSM de la société EVS permettant de réaliser des ralentis.

Multicam LSM est un logiciel servant à piloter des serveurs vidéo et permettre du montage en continu, par exemple pour la diffusion d'événements sportifs et d'émissions en direct. Multicam LSM est développé et vendu par la firme liégeoise EVS.
Multicam LSM propose une fonction de relecture au ralenti, super motion, ainsi que des fonctions d'opérations de montage ou d'habillage à la volée (comme la création instantanée de ligne virtuelle de hors-jeu), utilisées chaque jour par les diffuseurs (broadcasters) du monde entier.
Les possibilités offertes par le Multicam LSM sont les suivantes : fonctions de gestion des clips et des playlists, mode de comparaison d'images, fonctions de différé destinées aux présentations en direct et quasi-direct et autres outils graphiques créatifs. Le Multicam LSM est principalement intégré dans des configurations de production en direct de l'acquisition au montage, à la diffusion et à l'archivage.
Ce programme et son contrôleur ont été utilisés à très large échelle (notamment dans les cars de régie) au cours de tous les derniers grands évènements sportifs mondiaux : coupe du monde de football, rugby, MotoGP et Jeux olympiques et est actuellement utilisé dans des grands studios du monde entier : NBC, TF1, France 2, RTL-TVi, Canal+, CCTV.
Le LSM est aussi utilisé dans certaines écoles comme le BTS Audiovisuel du Lycée Jacques Prévert de Boulogne-Billancourt et celui du lycée Carnot à Cannes qui fut la première école publique à se doter (en 2006) d'un LSM pour sa formation de Techniciens Supérieurs de l'Audiovisuel.

## Fonctionnement interne
Le LSM est composé d'une part de serveurs de stockage et de lecture, d'autre part de contrôleurs et d'interfaces utilisateurs, qui se présentent sous différentes formes.
Il utilise des connecteurs et des formats spéciaux de l'entreprise EVS comme le codec et le format d'image AVI3.
La bande passante pour enregistrer une caméra en mode HD est d'environ 350 Mo/s.
En termes de capacité, les modèles XT[2] de la gamme XT offrent 16 disques durs de 2 To chacun pour une capacité de 32 To, pouvant être étendue à 64 To. La version XT3 permet d'atteindre les 100 To.
Avec l'arrivée de l'IP Director, les disques durs de serveurs sont partagés.
Un LSM permet en théorie d'enregistrer jusqu'à 8 caméras simultanément en format SD ou jusqu'à 4 caméras en format HD. Le format d'image utilisé est un codec propriétaire de la société EVS, le AVI3. Dans ce dernier, les informations sont compressées en utilisant le format DCT[3] (F50/F100 selon la version de l'Avi3).
On appelle un LSM une machine de ralenti. On l'utilise aussi pour faire des playlists résumé d'un set, d'un quart-temps, tierste temps, mi-temps ou bien les plus belles images du match que l'on passe tout à la fin avant la coupure d'antenne.
Avec le logiciel et machine externe en réseau avec le LSM, il peut aussi servir de recorder/player et ainsi remplacer les magnétos à bandes traditionnels betaNum, betaSP.